# Myiopagis cotta
Myiopagis cotta е вид птица от семейство Tyrannidae.

## Разпространение
Видът е разпространен в Ямайка.